# حياة صموئيل جونسون (كتاب 1787)
حياة صموئيل جونسون (بالإنجليزية: Life of Samuel Johnson)‏ وهو كتاب كتب من قبل جون هوكينز في عام 1787. الكتاب هو أول سيرة كاملة لصموئيل جونسون - مع توماس تييرز. كان هوكينز صديقا لجونسون ولكن الكثيرين من معارف جونسون لم يحبوه. بعد وفاة جونسون اقترب هوكينز من إنتاج سيرة ذاتية عن جونسون ونسخة من أعماله. سيرة حياته وصفت حياة جونسون بما في ذلك تفاصيل غير معروفة سابقا عن مسيرته في الكتابة، ولكن الكتاب يعاني من انحدارات في مواضيع لا علاقة لها. تعرض الكتاب لهجوم سريع من النقاد ومن أصدقاء جونسون ومن منافسه الأدبي جيمس بوزويل. هاجم العديد من النقاد هوكينز لعدم وجود تركيز صارم على حياة جونسون أو لتصويره الغير ملائم لجونسون في ظروفه الصعبة.